# 적과 흑

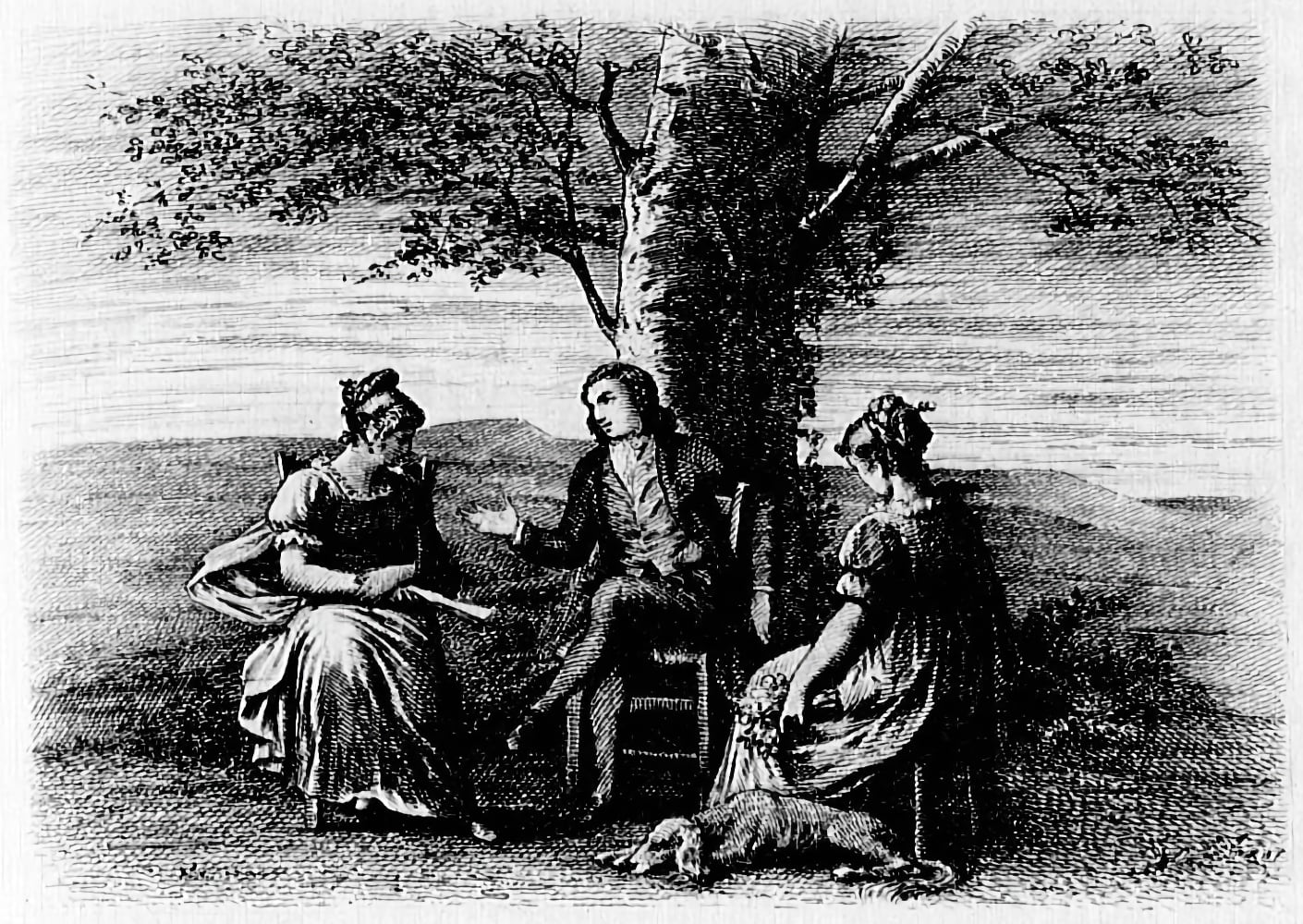

적과 흑(赤- 黑, 프랑스어: Le Rouge et le Noir, 영어: The Red and the Black)은 1830년에 출판된 스탕달의 장편소설이다. 현실적으로 일어난 형사사건의 공판기록으로 쓰여졌다. 작은 마을의 야심 많은 청년 줄리앙이 돈 많은 정부(情婦)를 총으로 쏜 죄로 처형된 이야기를 그린 적과 흑은 대담하고도 독창적인 유럽의 걸작으로 손꼽힌다. 제목의 '적(赤)'은 군복을 '흑(黑)'은 사제복을 표현했다. 이것은 나폴레옹 이후의 사회에 사는 평민은 수도사가 되는 것 이외에는 출세의 길이 없다는 것을 암시한다.

## 시대상
스탕달은 부르봉 왕정이 복귀한 1820년대 프랑스의 정치와 사회를 이 책에서 생생하게 그렸다. "가장 선하다는 것도, 가장 위대하다는 것도, 모든 것이 위선이다. 아니면 적어도 사기다"라는 줄리앙의 말은 그 시대에 대한 스탕달의 시각을 대변한다.

## 줄거리
나무꾼의 아들로 야심에 불타는 줄리앙 소렐은 레나르 시장 댁의 가정교사가 되어 미모하고 재간으로 레날 부인에게 아첨을 한다. 세상에 드러날 것이 두려워 신학교에 입학을 하지만 이곳에서도 세상과 마찬가지로 위선만이 최선의 출세 방법임을 알게 된다. 팔라르 교장의 추천으로 파리의 라 모르 후작 댁에 비서로 들어가 굳센 의지의 힘으로 콧대높은 후작의 딸 마틸드를 정복한다. 그녀와의 결혼이 실현될 시기에 이르자 그를 중상하는 레날 부인의 편지로 그의 야심은 수포로 돌아가고, 급기야 그는 레날 부인에게 총을 쏘게 된다. 법정에서 사회의 부정을 고발했기 때문에 사형 판결을 받는다. 옥중으로 찾아온 레날 부인을 보고 진심으로 사랑하고 있었다는 것을 깨닫고 그는 형언할 수 없는 행복감을 맛보며 얼마 후 단두대의 이슬로 사라진다.
위선과 타산으로 출세가도를 한발한발 걸어올라간 줄리앙은 문학사상 두드러진 하나의 전형(典型)이다. 그러나 줄리앙의 위선은 그가 즐겨 몸에 붙인 것이 아니고 사회에서 강요된 것임을 예리하게 묘사한 점에서 뛰어난 사회소설이라 하겠다.

## 같이 보기
- 성장소설